# Memphis Grizzlies
Los Memphis Grizzlies (en español, Grizzlies de Memphis) son un equipo profesional de baloncesto de los Estados Unidos con sede en Memphis, Tennessee. Compiten en la División Suroeste de la Conferencia Oeste de la National Basketball Association (NBA) y disputan sus partidos como locales en el FedExForum.
El equipo fue fundado en 1995 en Vancouver con el nombre de Vancouver Grizzlies y en 2001 se trasladó a Memphis.

## Historia

### 1995-2001: Vancouver Grizzlies
Vancouver Grizzlies junto con Toronto Raptors se convirtieron en las primeras franquicias canadienses en jugar en la NBA en 1995 desde Toronto Huskies, que lo hicieron en la temporada 1946-47. Los Grizzlies se componían inicialmente de jugadores elegidos en el draft de expansión y por su primera elección en un Draft de la NBA, Bryant Reeves. A pesar de ganar su primer partido en casa, los Grizzlies finalizaron con el peor balance de la temporada, algo típico de un equipo en expansión, además de perder 23 partidos consecutivos de febrero hasta abril (Récord que poseía hasta 2010 arrebatado por los Cleveland Cavaliers tras cosechar más de 24 derrotas). En 1996, los Grizzlies eligieron a Shareef Abdur-Rahim en el draft en la tercera posición. Sin embargo, el equipo continuó perdiendo y volvió a ser el peor de la campaña.
En el Draft de 1997, Antonio Daniels fue seleccionado en la cuarta posición del draft. El equipo experimentó una ligera mejora y terminó en el sexto lugar. En la temporada 1998-99 regresaron al farolillo rojo de la liga, a pesar de contar con el talentoso base novato Mike Bibby, elegido en la segunda posición del draft. En la siguiente temporada, la del cierre patronal en la que solo se pudieron disputar 50 partidos, los Grizzlies únicamente vencieron en 8 de ellos. 
Tras el lockout, la asistencia del público a los partidos disminuyó considerablemente, por lo que los propietarios del equipo, la compañía deportiva OrcaBay (que también posee Vancouver Canucks de la NHL), comenzó a perder dinero. El empresario Michael Heisley compró la franquicia en 2001 y la trasladó a Memphis. New Orleans, St. Louis y Anaheim fueron las otras ciudades candidatas  para la mudanza.

### 2001-2008: La era de Pau Gasol

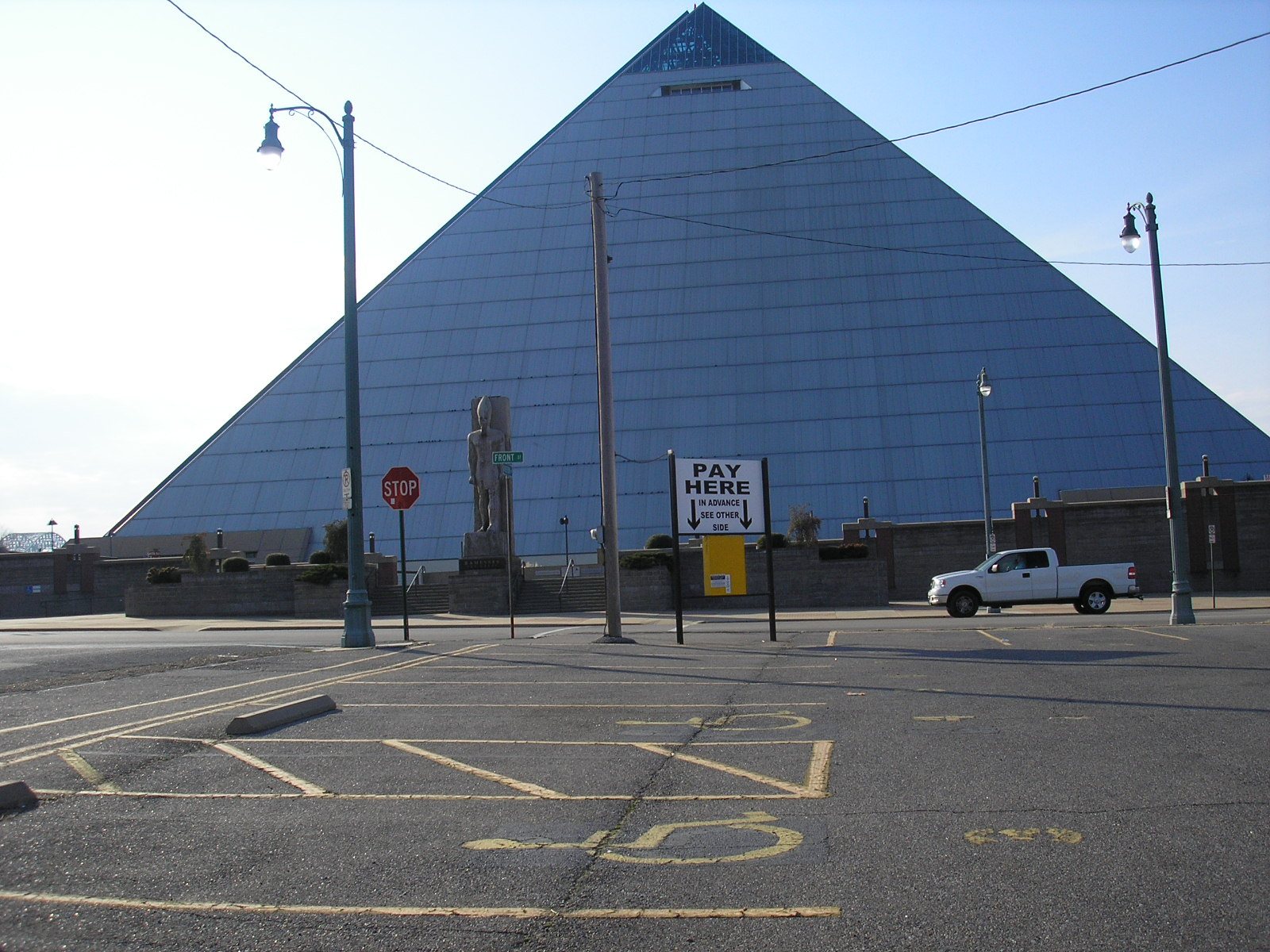
Pyramid Arena, primer pabellón del equipo en Memphis.

En el Draft de 2001, Atlanta Hawks seleccionó a Pau Gasol en la tercera posición, traspasado después de la ceremonia a Memphis Grizzlies a cambio de Shareef Abdur-Rahim. A la postre, sería nombrado Rookie del Año. Los Grizzlies eligieron en ese draft a Shane Battier, quien rápidamente se convertiría en uno de los favoritos de la afición. Sin embargo, tras finalizar la temporada, el general mánager Billy Knight fue destituido de su cargo, siendo reemplazado por el mítico Jerry West, exjugador y Hall of Famer de Los Angeles Lakers. En 2004 recibiría el premio al Mejor Ejecutivo del Año. 
Tras la llegada de West las cosas cambiaron, como el entrenador Sidney Lowe, al que despidió tras un inicio de 0-8 y conseguiría a jugadores importantes para el equipo como Mike Miller y James Posey. Hubie Brown llegó al equipo para sustituir a Lowe, y en la temporada 2003-04 ganó el premio al Mejor Entrenador del Año. Esa campaña fue la primera en la que los Grizzlies alcanzaron los playoffs. 

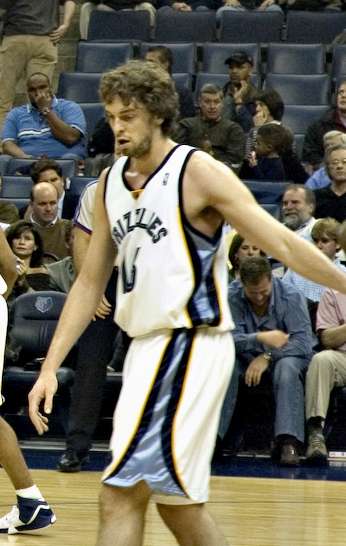
Pau Gasol, elegido, tras una encuesta en 2008, mejor jugador de los Grizzlies de todos los tiempos.

En la temporada 2004-05, Brown dejó de ser entrenador de Memphis. El por entonces analista de la TNT, Mike Fratello, reemplazó a Brown. Con él, el balance de los Grizzlies aumentó en cuanto a victorias y lograron de nuevo llegar a playoffs. Esta vez fueron eliminados en primera ronda por Phoenix Suns. 
En verano, el equipo se desintegró prácticamente, marchándose Jason Williams y James Posey a Miami Heat a cambio de Eddie Jones; Stromile Swift y Bonzi Wells como agentes libres, y con la llegada del rookie Hakim Warrick y los veteranos bases Damon Stoudamire y Bobby Jackson. Por tercer año consecutivo, el equipo llegó a playoffs.
Como quintos del oeste, se enfrentaron a Dallas Mavericks, perdiendo por tercer año consecutivo 4-0 en la primera ronda, un récord en la NBA. Posteriormente, en el draft, West traspasó a Shane Battier a Houston Rockets a cambio del rookie Rudy Gay y Stromile Swift, que volvía a los Grizzlies tras un año jugando muy poco en Houston. Antes de la temporada 2006-07, Gasol se lesionó jugando con la selección española en el Mundial de Japón de 2006, por lo que los Grizzlies tuvieron que comenzar la campaña sin él. Sin el español, el equipo marchaba 5-17, y tras su vuelta, el récord fue de 1-7 con un Gasol limitado a 25 minutos por partido. Por entonces, Fratello fue despedido y Tony Barone reemplazo su puesto. Barone era hasta la fecha el director personal de los jugadores, además de no haber entrenado nunca a un equipo de la NBA, tan solo a universidades. Los Grizzlies finalizaron la temporada con un balance de 22-60, el peor de la liga, mientras que Jerry West anunciaba cambios para el siguiente curso. 

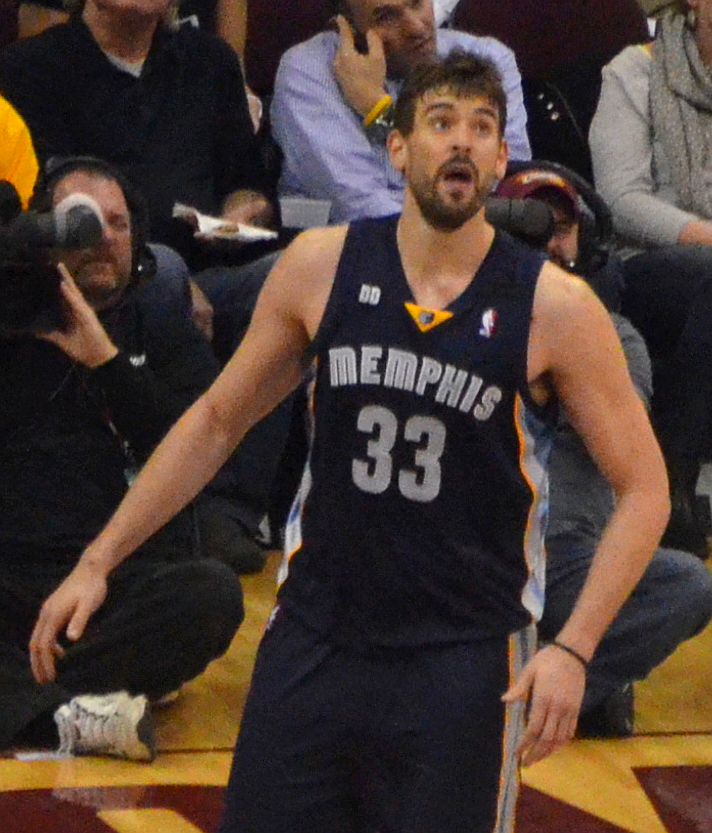
Marc Gasol en 2013.

El equipo fichó como entrenador a Marc Iavaroni, asistente de Phoenix Suns, y seleccionaron en el cuarto puesto del Draft de 2007 al prometedor base Mike Conley, Jr., de Ohio State. El 18 de junio, los Grizzlies nombraron a Chris Wallace General Mánager y Vicepresidente de Operaciones de Baloncesto, sustituyendo al retirado West. Tras comenzar la temporada de manera similar a las pasadas, el 1 de febrero los Grizzlies traspasaron a Pau Gasol a Los Angeles Lakers por Javaris Crittenton, Kwame Brown, Aaron McKie y los derechos de su hermano Marc Gasol.
Teniendo como piedra angular del nuevo proyecto a Rudy Gay los Memphis consiguen de nuevo los derechos del hermano menor de los Gasol, Marc Gasol que firma contrato con los Grizzlies para las siguientes temporadas, esperando volver a jugar play-offs.
En el draft de 2009 eligen a Hasheem Thabeet en el n.º 2, por detrás de Blake Griffin. Se trata de un prometedor pívot, que luego resultaría ser un fracaso estrepitoso.
En el draft de 2010 eligen a Greivis Vásquez en el n.º 29. Se trata de un prometedor base. Posteriormente el 21 de febrero de 2011 los Memphis traspasan a Hasheem Thabeet a Houston Rockets a cambio de Shane Battier. Posteriormente ficharon al ex-base de Orlando, Jason Williams ya conocido en la franquicia.

### 2010-2019: La era del «Grit and Grind»
En la temporada 2010-2011 se clasifican octavos en Play Offs después de varios años sin conseguirlo. En la primera eliminatoria dieron la sorpresa venciendo al campeón de la liga regular, los San Antonio Spurs por 4-2. Posteriormente estuvieron cerca de llegar a finales de conferencia contra Oklahoma City Thunder, pero fueron derrotados por 4-3. Destacando la baja de su jugador franquicia Rudy Gay durante todas las eliminatorias por el título.
El 26 de abril de 2012, los Memphis Grizzlies, al derrotar a los Orlando Magic consiguen quedar cuartos de la conferencia oeste de la NBA por primera vez en su historia, a su vez, empatados con Los Angeles Lakers que consiguieron el tercer puesto. En playoffs fueron eliminados en primera ronda en una reñida eliminatoria contra Los Angeles Clippers.
El 3 de abril de 2013 superan el récord de la franquicia de victorias en temporada regular que estaba en 50, no lo conseguían desde la temporada 2003-2004. La victoria número 51 llegó en Portland ante los Portland Trail Blazers por 76-94. Al terminar la temporada ostentan el tope de victorias de toda la historia de la franquicia, 56. Terminan quintos de la conferencia oeste de la NBA empatados con el cuarto Los Angeles Clippers, su rival en primera ronda de playoffs y con quien tienen desventaja de campo. El 30 de enero de 2013 Memphis envió es un traspaso a tres bandas a su máxima estrella Rudy.G junto a Hamed Haddadi a Toronto Raptors, que llevó al base español José Manuel Calderón a Detroit Pistons y a Memphis llegan Ed Davis, Austin Daye y el bad-boy Tayshaun Prince. Casi al final de la temporada y con el objetivo de reforzar al equipo de cara al playoffs firman al base Keyon Dooling, que no había jugado durante esta temporada, firman también a Donte Greene y al jugador de la D-League Willie Reed.
El 15 de mayo de 2013, los Memphis Grizzlies, eliminan a los Oklahoma City Thunder y consiguen clasificarse para una final de conferencia por primera vez en su historia de la franquicia.
El 14 de abril, después de toda una temporada marcada por un mal inicio y las lesiones, consiguen ganar a los Phoenix Suns por la lucha de la última plaza para los playoffs 2014 y consiguen vencer a los Suns por 97-91 y consiguen su clasificación por cuarta vez consecutiva, siendo la primera vez que la franquicia de Tennessee que se clasifica cuatro años consecutivos.
A pesar de contar con Marc Gasol y Mike Conley como líderes indiscutibles del equipo, en la temporada 2017-18 cosecharon el peor récord de la franquicia de los últimos diez años (22-60), quedando fuera de las eliminatorias por el título, por primera vez en siete temporadas.

### 2019-presente: La era de Ja Morant

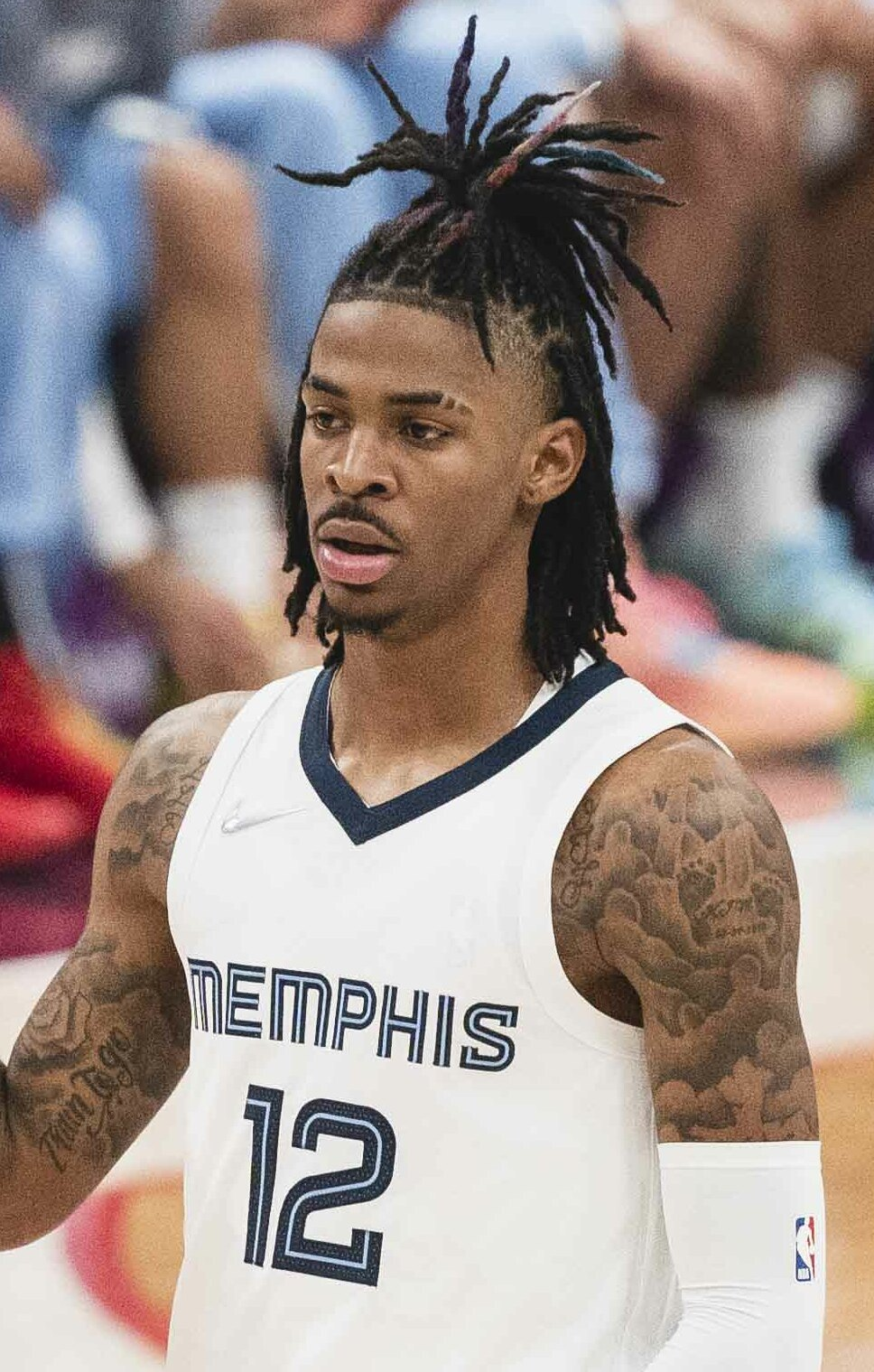
Ja Morant, líder del equipo desde 2019.

Durante la temporada 2020-21, el equipo no consiguió ninguna incorporación importante, por lo que terminó con un balance de 38-34, en novena posición de su conferencia. Dicha posición le permitió disputar la eliminatoria 'Play-In', donde eliminó a San Antonio y Warriors y clasificándose para playoffs primera vez desde 2017. En primera ronda cayeron ante los Utah Jazz de Donovan Mitchell, por 1-4.
En la temporada 2021-22, el 2 de diciembre de 2021 ante Oklahoma City Thunder, se batió el récord de la NBA de mayor diferencia de puntos entre ambos equipos, 73 puntos, al acabar 152-79 a favor de los Grizzlies. Durante diciembre de 2021 y enero de 2022, el equipo consiguió 11 victorias consecutivas, siendo la mejor racha en la historia de la franquicia. Al término de la temporada regular, consiguió el segundo mejor registro de victoria de la conferencia, ganado por primera vez el título de la división Suroeste.
De cara a la temporada 2021-22 se refuerza con Steven Adams, Kris Dunn, Jarrett Culver y Sam Merrill, y traspasa a Jonas Valančiūnas, Grayson Allen y Justise Winslow. Termina la temporada regular con un balance de 56-26, campeón de su división, segundo de conferencia y clasificándose para playoffs por segundo año consecutivo. En playoffs vencen a Minnesota Timberwolves	en primera ronda (4-2), pero caen ante los Golden State Warriors de Stephen Curry en semifinales (2-4).
Para la 2022-23 el equipo no realizó ningún movimiento significativo durante el verano, únicamente las salidas de Kyle Anderson y De'Anthony Melton. A pesar de varios acontecimientos convulsos de Ja Morant, el equipo finalizó como líder de su división y segundo de la conferencia. Pero en postemporada, cayeron en primera ronda ante Los Angeles Lakers (2-4).
Durante la pretemporada siguiente, los Grizzlies ficharon al veterano y ex MVP Derrick Rose y adquirieron a Josh Christopher en un intercambio por Dillon Brooks. Comenzaron la temporada 2023-24 de la NBA con cero victorias y seis derrotas, su peor inicio desde la temporada 2002-03. Tras ser suspendido 25 partidos, Morant regresó y anotó la canasta ganadora sobre la bocina en su primer partido de regreso. Tras nueve partidos de regreso, Morant se lesionó y se perdió el resto de la temporada. Además, Marcus Smart solo apareció en 20 partidos esta temporada, similar a cómo Derrick Rose solo jugó en 24 partidos, incluyendo 7 como titular, y los Grizzlies concluyeron una temporada plagada de lesiones con un récord de 27-55, estableciendo un récord para el mayor número de jugadores utilizados en una temporada.

## Trayectoria
Nota: G: Partidos ganados; P:Partidos perdidos; %:porcentaje de victorias
| Temporada           | G    | P    | %    | Play-offs                                                                    | Resultado                                                                    |
| ------------------- | ---- | ---- | ---- | ---------------------------------------------------------------------------- | ---------------------------------------------------------------------------- |
| Vancouver Grizzlies |      |      |      |                                                                              |                                                                              |
| 1995-96             | 15   | 67   | .183 |                                                                              |                                                                              |
| 1996-97             | 14   | 68   | .171 |                                                                              |                                                                              |
| 1997-98             | 19   | 63   | .232 |                                                                              |                                                                              |
| 1998-99             | 8    | 42   | .160 |                                                                              |                                                                              |
| 1999-2000           | 22   | 60   | .268 |                                                                              |                                                                              |
| 2000-01             | 23   | 59   | .280 |                                                                              |                                                                              |
| Memphis Grizzlies   |      |      |      |                                                                              |                                                                              |
| 2001-02             | 23   | 59   | .280 |                                                                              |                                                                              |
| 2002-03             | 28   | 54   | .341 |                                                                              |                                                                              |
| 2003-04             | 50   | 32   | .610 | Pierde 1.ª Ronda                                                             | San Antonio 4, Memphis 0                                                     |
| 2004-05             | 45   | 37   | .549 | Pierde 1.ª Ronda                                                             | Phoenix 4, Memphis 0                                                         |
| 2005-06             | 49   | 33   | .598 | Pierde 1.ª Ronda                                                             | Dallas 4, Memphis 0                                                          |
| 2006-07             | 22   | 60   | .268 |                                                                              |                                                                              |
| 2007-08             | 22   | 60   | .268 |                                                                              |                                                                              |
| 2008-09             | 24   | 58   | .280 |                                                                              |                                                                              |
| 2009-10             | 40   | 42   | .488 |                                                                              |                                                                              |
| 2010-11             | 46   | 36   | .561 | Gana 1.ª Ronda Pierde Semifinales de Conferencia                             | Memphis 4, San Antonio 2 Oklahoma City 4, Memphis 3                          |
| 2011-12             | 41   | 25   | .621 | Pierde 1.ª Ronda                                                             | LA Clippers 4, Memphis 3                                                     |
| 2012-13             | 56   | 26   | .683 | Gana 1.ª Ronda Gana Semifinales de Conferencia Pierde Finales de Conferencia | Memphis 4, LA Clippers 2 Memphis 4, Oklahoma City 1 San Antonio 4, Memphis 0 |
| 2013-14             | 50   | 32   | .610 | Pierde 1.ª Ronda                                                             | Oklahoma City 4, Memphis 3                                                   |
| 2014-15             | 55   | 27   | .671 | Gana 1.ª Ronda Pierde Semifinales de Conferencia                             | Memphis 4, Portland 1 Golden State 4, Memphis 2                              |
| 2015-16             | 42   | 40   | .512 | Pierde 1.ª Ronda                                                             | San Antonio 4, Memphis 0                                                     |
| 2016-17             | 43   | 39   | .524 | Pierde 1.ª Ronda                                                             | San Antonio 4, Memphis 2                                                     |
| 2017-18             | 22   | 60   | .268 |                                                                              |                                                                              |
| 2018-19             | 33   | 49   | .402 |                                                                              |                                                                              |
| 2019-20             | 34   | 39   | .466 |                                                                              |                                                                              |
| 2020-21             | 38   | 34   | .528 | Pierde 1.ª Ronda                                                             | Utah 4, Memphis 1                                                            |
| 2021-22             | 56   | 26   | .683 | Gana 1.ª Ronda Pierde Semifinales de Conferencia                             | Memphis 4, Minnesota 2 Golden State 4, Memphis 2                             |
| 2022-23             | 51   | 31   | .622 | Pierde 1.ª Ronda                                                             | Los Angeles 4, Memphis 2                                                     |
| 2023-24             | 27   | 55   | .329 |                                                                              |                                                                              |
| 2024-25             | 48   | 34   | .585 | Pierde 1.ª Ronda                                                             | Oklahoma City 4, Memphis 0                                                   |
| Totales             | 1046 | 1346 | .437 |                                                                              |                                                                              |
| Playoffs            | 40   | 65   | .381 |                                                                              |                                                                              |

## Pabellones

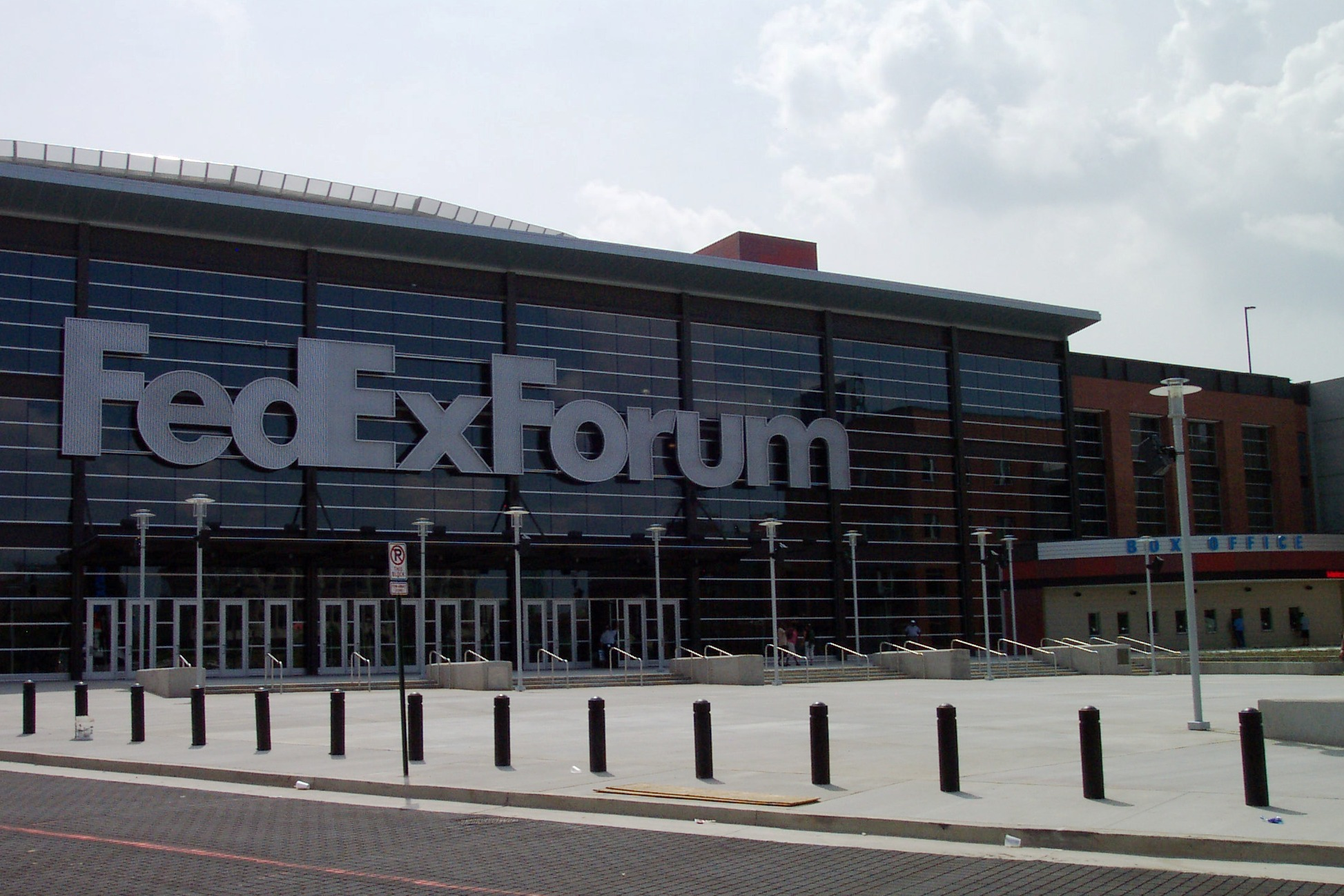
El FedExForum, actual pabellón de los Grizzlies.

- General Motors Place (1995-2001)
- Pyramid Arena (2001-2004)
- FedExForum (2004-presente)

## Jugadores

### Derechos internacionales
Los Grizzlies tienen los derechos internacionales sobre los siguientes jugadores.
| Draft | Ronda | Puesto | Jugador          | Pos. | Nacionalidad         | Equipo actual             | Nota(s)                                                      | Ref   |
| ----- | ----- | ------ | ---------------- | ---- | -------------------- | ------------------------- | ------------------------------------------------------------ | ----- |
| 2023  | 2     | 56     | Tarik Biberović  | A    | Bosnia y Herzegovina | Fenerbahçe Beko (Turquía) |                                                              | [ 7 ] |
| 2014  | 2     | 54     | Nemanja Dangubić | E/A  | Serbia               | Dubai (Emiratos Árabes)   | Adquirido de Philadelphia 76ers (vía San Antonio y Brooklyn) | [ 8 ] |

### Miembros del Basketball Hall of Fame
| Memphis Grizzlies Hall of Famers | Memphis Grizzlies Hall of Famers | Memphis Grizzlies Hall of Famers | Memphis Grizzlies Hall of Famers | Memphis Grizzlies Hall of Famers |
| Jugadores                        | Jugadores                        | Jugadores                        | Jugadores                        | Jugadores                        |
| N.º                              | Nombre                           | Posición                         | Periodo                          | Inducido                         |
| -------------------------------- | -------------------------------- | -------------------------------- | -------------------------------- | -------------------------------- |
| 3                                | Allen Iverson                    | B                                | 2009                             | 2016                             |
| 16                               | Pau Gasol                        | AP                               | 2001-2008                        | 2023                             |
| Contribuyentes                   |                                  |                                  |                                  |                                  |
| Nombre                           | Nombre                           | Posición                         | Periodo                          | Inducido                         |
| Hubie Brown                      | Hubie Brown                      | Entrenador                       | 2002–2005                        | 2005                             |

### Números retirados
| Números retirados en los Memphis Grizzlies |               |         |           |
| N.º                                        | Jugador       | Puesto  | Periodo   |
| 50                                         | Zach Randolph | P       | 2010-2017 |
| 33                                         | Marc Gasol    | P       | 2008-2019 |
| 9                                          | Tony Allen    | A       | 2010-2017 |
|                                            | Don Poier     | Locutor | 1995–2005 |

#### Números fuera de circulación
| Números fuera de circulación en los Memphis Grizzlies |                  |        |           |
| N.º                                                   | Jugador          | Puesto | Periodo   |
| 11                                                    | Mike Conley, Jr. | B      | 2007-2019 |

## Gestión

### General Managers
| GM            | Periodo        |
| ------------- | -------------- |
| Stu Jackson   | 1995–2000      |
| Billy Knight  | 2000–2002      |
| Dick Versace  | 2002–2005      |
| Jerry West    | 2005–2007      |
| Chris Wallace | 2007–2019      |
| Jason Wexler  | 2019– presente |

## Récords NBA de la franquicia
| - Partidos–Mike Conley (718) - Minutos jugados–Marc Gasol (24,129) - Tiros anotados–Marc Gasol (4,062) - Tiros intentados–Mike Conley (8,443) - Triples anotados–Mike Conley (940) - Triples intentados–Mike Conley (2,499) - Tiros libres anotados–Marc Gasol (2,564) - Tiros libres intentados–Marc Gasol (3,290) - Rebotes ofensivos–Zach Randolph (1,895) - Rebotes defensivos–Zach Randolph (3,717) - Total Rebotes–Zach Randolph (5,612) - Asistencias–Mike Conley (4,060) - Robos–Mike Conley (1,067) - Tapones–Marc Gasol (1,072) - Pérdidas–Marc Gasol (1,495) - Faltas personales–Marc Gasol (2,105) - Puntos–Marc Gasol (10,850) Estadísticas actualizadas al término de la 2017-18. | - Minutos jugados–O.J. Mayo (38.0) - Tiros anotados–Shareef Abdur-Rahim (7.43) - Tiros intentados–Shareef Abdur-Rahim (16.03) - Triples anotados–Mike Miller (2.0) - Triples intentados–Jason Williams (5.38) - Tiros libres anotados–Shareef Abdur-Rahim (5.73) - Tiros libres intentados–Shareef Abdur-Rahim (7.15) - Rebotes ofensivos–Shareef Abdur-Rahim (2.53) - Rebotes defensivos–Pau Gasol (7.3) - Total Rebotes–Pau Gasol (9.8) - Asistencias–Mike Bibby (7.83) - Robos–Greg Anthony (1.83) - Tapones–Pau Gasol (2.1) - Pérdidas–Shareef Abdur-Rahim (3.06) - Faltas personales–Bryant Reeves (3.46) - Puntos–Shareef Abdur-Rahim (23.8) |

## Premios
| Rookie del Año de la NBA - Pau Gasol - 2002 - Ja Morant - 2020 Mejor Defensor de la NBA - Marc Gasol - 2013 - Jaren Jackson Jr. - 2023 Mejor Sexto Hombre de la NBA - Mike Miller - 2006 Jugador Más Mejorado de la NBA - Ja Morant - 2022 Jugador Más Deportivo de la NBA - Mike Conley - 2014, 2016 Entrenador del Año de la NBA - Hubie Brown - 2004 Ejecutivo del Año de la NBA - Jerry West - 2004 - Zachary Kleiman - 2022 | Mejor Quinteto de la Temporada - Marc Gasol - 2015 - Ja Morant - 2022 Segundo Mejor Quinteto de la Temporada - Marc Gasol - 2013 Tercer Mejor Quinteto de la Temporada - Zach Randolph - 2011 Mejor Quinteto Defensivo - Tony Allen - 2012, 2013, 2015 - Jaren Jackson Jr. - 2022, 2023 Segundo Mejor Quinteto Defensivo - Tony Allen - 2011 - Mike Conley - 2013 - Marc Gasol - 2013 - Dillon Brooks - 2023 | Mejor quinteto de rookies de la NBA - Shareef Abdur-Rahim - 1997 - Mike Bibby - 1999 - Pau Gasol - 2002 - Shane Battier - 2002 - Drew Gooden - 2003 - Rudy Gay - 2007 - O. J. Mayo - 2009 Segundo mejor quinteto de rookies de la NBA - Bryant Reeves - 1996 - Gordan Giriček - 2003 - Juan Carlos Navarro - 2008 - Marc Gasol - 2009 - Desmond Bane - 2021 - GG Jackson II - 2024 All-Stars de la NBA - Pau Gasol - 2006 - Zach Randolph - 2010, 2013 - Marc Gasol - 2012, 2015, 2017 - Ja Morant - 2022 |